# Union sportive de Ouakam
Pour les articles homonymes, voir USO.
L’Union sportive de Ouakam, couramment abrégé USO, est un club omnisports sénégalais basé à Ouakam, une commune d'arrondissement de la ville de Dakar.

## Historique
L'Union sportive ouakamoise, fondée en 1951 par El Hadji Moussa Diagne, évolue depuis de longues années dans l'élite du football sénégalais. Il fait partie des équipes les plus renommés du Sénégal. Au cours de ses dix premières années d’activités, l'USO a vainement cherché sa voie avec des effectifs très réduits, des moyens limités et des supporters rares.
Sa marche ascendante a été retardée par ses nombreuses difficultés dont une suspension d’une année, lors de la saison 1962-1963, et sa relégation à la dernière marche de l’échelle du football sénégalais. Après la relégation en deuxième division régional, l'USO tourne une nouvelle page de son histoire en 1964 en remportant la Coupe du Sénégal et remportant tous ses matchs de championnat lors de la saison 1963-1964. Deux titres de coupe du Sénégal viendront s’ajouter au palmarès du club en 1989 et en 2006. 
Le club de l’USO fusionne avec l'ex-équipe de la SOTRAC en 1994 et prennent le nom de ESO (Entente Sotrac Ouakam), Il joue en ligue 1 en 1998 atteignant la deuxième place du Championnat du Sénégal de football 1995 qu’il leur offre une place pour la Coupe de la CAF 1996, jusqu’en 2002, année à laquelle ils sont relégués en ligue 2, est la dissolution de la Sotrac et son remplacement par "Dakar Dem Dikk une Société de transport en bus et autocar à Dakar, le clubs se dissout et redevient comme avant l'USO (Union Sportive de Ouakam. il continueront en ligue 2 , En 2003 ils sont promus est joue la saison du Championnat du Sénégal de football 2003-2004
Il joue la Coupe de la confédération 2007 grâce à leur sacré trophée de la coupe du Sénégal de 2006. Terminant au premier tour.
Le club remporte son premier titre de champion du Sénégal en 2011. Qu'il leur permettent de jouer leur tout premier Ligue des champions de la CAF 2012 terminant au tour préliminaire.
l’année 2017 fut mouvementée. L’USO se voit pénalisé de sept années de football professionnel à la suite de graves incidents, ils feront appel de cette décision, le TAS juge en leur faveur. Ils resteront finalement en Ligue 1, mais seront reléguées, faute de mauvais résultats il joue la seconde saison en Championnat du Sénégal de football de deuxième division 2018-2019.
Ironique du sort après 7 années il retrouve la ligue 1

## Joueurs emblématiques

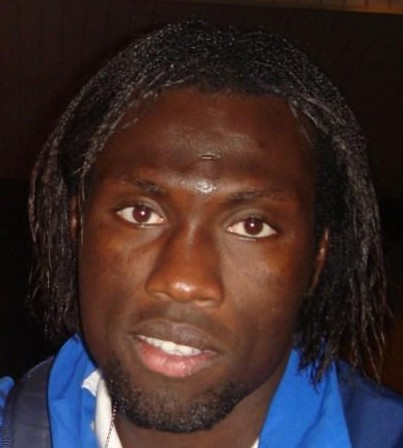
Pape Diakhaté est l'un des joueurs formés au club.

L’US Ouakam est également une école de formation dont quelques joueurs sont sortis pour évoluer dans des clubs professionnels européens. On peut citer quelques joueurs formés à Ouakam comme Mansour Wade, Youssou Mbengue, Ouseynou Sène et Alassane Sène qui ont fait partie de l’équipe nationale du Sénégal ainsi que Amadou Ndoye Ndiaye dit Zam. Une génération plus jeune sortie de Ouakam poursuit une carrière professionnelle internationale : c’est le cas de Pape Diakhaté ayant évolué au Dynamo Kiev en Ukraine ou à l'Olympique lyonnais en France, Guirane N'Daw au FC Nantes en France puis au Real Sarragosse ou encore Badara Sène au FC Sochaux puis à l'En Avant de Guingamp.

## Palmarès
- Championnat du Sénégal (1)
  - Champion : 2011
  - Vice-champion : 1995

- Coupe du Sénégal (3)
  - Vainqueur : 1964, 1989, 2006

- Coupe de la Ligue sénégalaise
  - Finaliste : 2017

### Basketball
- Coupe du Sénégal (1) 
  - Champion en 2016[7] et 2019[8]
  - Finaliste : 2017[9] et 2018